# Kasper Hämäläinen
Kasper Hämäläinen (* 8. August 1986 in Turku) ist ein finnischer ehemaliger Fußballspieler.

## Karriere

### Verein
Er begann seine Profi-Karriere beim finnischen Erstligisten und Heimatklub Turun Palloseura. Im Juni 2008 war der portugiesische Klub Nacional Funchal an einer Verpflichtung interessiert, doch die Verhandlungen scheiterten an der Ablösesumme. Auch andere Vereine wie AS Rom, Lazio Rom, Udinese Calcio, AC Siena und NEC Nijmegen zeigten Interesse, doch er entschied sich in Turku zu bleiben.
Im Dezember 2009 wechselte er zum schwedischen Erstligisten Djurgårdens IF. Dort wurde er sofort Stammspieler und bestritt in den nächsten drei Jahren immer alle 30 Ligaspiele der Saison. In den ersten beiden Spielzeiten spielte er im zentralen Mittelfeld neben seinem Landsmann Daniel Sjölund. Seit der Saison 2011/12 war er mehr ins offensive Mittelfeld gerückt und übernahm dort die Rolle des Spielmachers.
Ende Januar 2013 wechselte Hämäläinen zum polnischen Erstligisten Lech Posen. Dort unterschrieb er einen Dreijahresvertrag bis Ende Dezember 2015.
Am 11. Januar 2016 wechselte er zum Ligarivalen Legia Warschau und unterschrieb einen Dreieinhalbjahresvertrag.
Hämäläinen schloss sich 2019 ablösefrei dem FK Jablonec in Tschechien an. Er konnte sich nicht durchsetzen und wurde bald der zweiten Mannschaft zugeordnet. Seit 2021 spielt er wieder in Finnland, wieder für Turku.

### Nationalmannschaft
Hämäläinen war Teil der finnischen U-17 Nationalmannschaft bei der U-17-Fußball-Weltmeisterschaft 2003. Danach war er Stammspieler in der U-21-Nationalmannschaft und qualifizierte sich damit für die U-21-Fußball-Europameisterschaft 2009, wo er alle drei Spiele bestritt. Sein Debüt für die Finnische Fußballnationalmannschaft feierte er am 19. November 2008 beim Spiel gegen die Schweiz. Sein erstes Tor erzielte er am 17. November 2010 beim Spiel gegen San Marino, welches 8:0 gewonnen wurde.

## Erfolge
- Polnischer Meister 2015 mit Lech Posen
- Polnischer Meister 2016, 2017 und 2018 mit Legia Warschau